# Yarula
Yarula is een gemeente (gemeentecode 1219) in het departement La Paz in Honduras. De gemeente grenst aan El Salvador.
Het dorp ligt aan de rivier Lajas. Ten noorden van de gemeente lopen de rivieren Chinacla en Estanzuela.

## Bevolking
De bevolking is als volgt verdeeld:
| Vrouwen | 4742 | 50,7% |
| Mannen  | 4614 | 49,3% |

## Dorpen
De gemeente bestaat uit tien dorpen (aldea), waarvan de grootste qua inwoneraantal: Yarula (code 121901).